# Ballarra
Ballarra is een geslacht van hooiwagens uit de familie Neopilionidae.
De wetenschappelijke naam Ballarra is voor het eerst geldig gepubliceerd door G. S. Hunt & J. C. Cokendolpher in 1991. 

## Soorten
Ballarra omvat de volgende 6 soorten:
- Ballarra alpina
- Ballarra cantrelli
- Ballarra clancyi
- Ballarra drosera
- Ballarra longipalpus
- Ballarra molaris